# China Huaneng Group
China Huaneng Group (CHNG) ist ein Stromerzeuger in der Volksrepublik China, der sich in Staatsbesitz (Zentralregierung) befindet. Mit einer installierten Leistung von 151,5 GW (Stand 2014) und einem Grundkapital von 20 Mrd. Yuan gehört es zu den fünf größten Unternehmen der Branche in China.
Die Anzahl der Beschäftigten lag Ende 2008 bei 94.691 2011 waren es 133.270.
CHNG ist ein reiner Stromerzeuger ohne Übertragungs- oder Verteilnetz, da Erzeugung und Verteilung von Elektrizität in China getrennt sind. Das Stromnetz wird von zwei staatlichen Konzernen betrieben: State Grid Corporation of China (SGCC) und China Southern Power Grid (CSG), die beide am 29. Dezember 2002 gegründet wurden.
CHNG unterliegt der Aufsicht von SASAC; die Unternehmensleitung von CHNG wird ebenfalls durch SASAC bestimmt.

## Geschichte
Im Jahre 2002 wurde die State Power Corporation of China in fünf Unternehmen aufgespalten: China Guodian Corporation, China Huadian Corporation, China Huaneng Group, China Power Investment Corporation und China Datang Corporation.

## Unternehmenszahlen
Die folgende Tabelle zeigt Unternehmenszahlen von CHNG für die Jahre 2005 bis 2011:
| Jahr | Installierte Kapazität (MW) | Erzeugung (Mrd. kWh) | Anlagevermögen (Mrd. Yuan) | Umsatz (Mrd. Yuan) | Gewinn (Mrd. Yuan) |
| ---- | --------------------------- | -------------------- | -------------------------- | ------------------ | ------------------ |
| 2005 | 43.214,2                    | 256,415              | 226,886                    | 73,971             |                    |
| 2006 | 57.185                      | 282,032              | 286,075                    | 85,383             |                    |
| 2007 | 71.575                      | 327,035              | 376,086                    | 115,607            | 10,682             |
| 2008 | 85.862                      | 364,5                | 463,594                    | 151,375            | −5,841             |
| 2009 | 104.382                     | 420,095              | 578,281                    | 177,74             | 6,885              |
| 2010 | 113.434,2                   | 537,644              | 662,399                    | 227,994            | 7,783              |
| 2011 | 125.378,4                   | 604,631              | 753,188                    | 268,173            | 6,141              |

Ende 2008 besaß CHNG 123 Kraftwerke in 26 Provinzen Chinas und im Ausland, Ende 2011 waren es 210 Kraftwerke in 29 Provinzen Chinas sowie im Ausland. Die Erzeugungskapazität aller Kraftwerke von CHNG machte 2008 10,8 % der gesamten installierten Leistung in China aus, Ende 2011 lag der Anteil bei 11,6 %.

## Energieträger und Kraftwerke
Die folgende Tabelle zeigt die Aufteilung der Kraftwerkskapazität nach Energieträger sowie zusätzlich die Kohleförderung für die Jahre 2007 bis 2011:
| Jahr | Kap. Kohle (MW) | Kap. Wasserkraft (MW) | Kap. Windparks (MW) | Kap. Sonstige (MW) | Prod. Kohle (Mio. t) |
| ---- | --------------- | --------------------- | ------------------- | ------------------ | -------------------- |
| 2007 | 67.561,6        | 3.602,6               | 410,8               | 6.484,7            | 16,98                |
| 2008 | 79.551          | 5.192,6               | 1.118,1             | 10.646,9           | 22,49                |
| 2009 | 93.092          | 8.596,6               | 2.693,1             | 15.657,3           | 44,08                |
| 2010 | 97.762          | 10.820,9              | 4.841,3             | 20.034,5           | 48,86                |
| 2011 | 106.721,4       | 11.334,1              | 7.263               | 23.977,4           | 64,06                |

### Kohle
Von den Kohlekraftwerken waren 2008 86,3 % (60.034 MW) mit Entschwefelungsanlagen versehen. Der Verbrauch an Kohle lag 2008 bei 171,37 Mio. t, dabei benötigte CHNG für jede erzeugte kWh 333,59 Gramm Kohle, während 2006 noch 344,87 Gramm nötig waren. Bis 2011 ging der Wert weiter auf 318,68 Gramm je kWh zurück. CHNG besitzt auch eigene Kohlegruben, deren Produktion von 16,98 Mio. t im Jahre 2005 auf 64,06 Mio. t im Jahre 2011 stieg.

### Wasserkraft
Als die State Power Corporation of China 2002 aufgespalten wurde, erhielt jedes der fünf neuen Unternehmen die Rechte zum Bau von Wasserkraftwerken in einem bestimmten Flusssystem. CHNG wurde dabei der Lancang in der Provinz Yunnan übertragen. Da jedoch schon Wasserkraftwerke am Lancang (z. B. Manwan) von anderen Gesellschaften fertiggestellt worden waren bzw. noch im Bau waren, wurden die Firmen (und die jeweiligen Beteiligungen) umstrukturiert. Als Endergebnis entstand die (Yunnan) Huaneng Lancang River Hydropower Company (auch als HydroLancang bekannt), die die Entwicklungsrechte am Lancang hält. CHNG hält 56 % der Anteile an HydroLancang, die Yunnan Province Development Investment Co. 31,4 % und Yunnan Hongta Investment Company die restlichen 12,6 %.
HydroLancang betreibt folgende Wasserkraftwerke am Lancang (weitere Wasserkraftwerke sind darüber hinaus bereits im Bau oder geplant):
- Dachaoshan (1.350 MW)[20]
- Jinghong (1.750 MW)[20]
- Manwan (1.550 MW)[20]
- Nuozhadu (5.850 MW)[23][24]
- Xiaowan (4.200 MW)[25]

CHNG ist auch an folgenden Wasserkraftwerken am Jangtsekiang beteiligt:
- Ahai (2.000 MW)
- Jinanqiao (2.400 MW)
- Liyuan (2.400 MW)
- Longkaikou (1.800 MW): der Bau musste 2009 auf Anordnung der Behörden vorübergehend eingestellt werden.[27]
- Ludila (2.160 MW): der Bau musste 2009 auf Anordnung der Behörden vorübergehend eingestellt werden.[4]

Sonstige Beteiligungen bzgl. Wasserkraft sind:
- Cambodia Se San River II Hydropower Co., Ltd. (CSSR): Im Januar 2014 erwarb Hydrolancang International Energy Co., Ltd. - eine 100%ige Tochter von HydroLancang[28] - 51 % an CSSR,[29][30] die das Wasserkraftwerk Se San River II (400 MW) errichten wird.

- Huaneng Sichuan Hydro Power Limited Company: CHNG hält 51 % der Anteile, Huaneng Power International die restlichen 49 %.[31]

- Yunnan United Power Development Co., Ltd. (YUPDC): HydroLancang ist mit 50 % an YUPDC beteiligt.[32] YUPDC hat zusammen mit dem Staat Myanmar das Wasserkraftwerk Shweli I (600 MW) am Fluss Shweli errichtet.[33]

### Windkraft
Huaneng Renewables Corporation, Ltd. (HRC) betreibt insgesamt 62 Windparks in China. Jeder Windpark wird als eigene Firma betrieben; die Anteile von HRC an den einzelnen Firmen liegen zwischen 46 und 100 %. CHNG hält direkt 62,25 % und über Huaneng Capital Services Corporation, Ltd. weitere 3,28 % an HRC. Die folgende Tabelle zeigt Unternehmenszahlen von HRC für die Jahre 2008 bis 2012:
| Jahr | Installierte Kapazität (MW) | Erzeugung (Mrd. kWh) | Anlagevermögen (Mrd. Yuan) | Umsatzerlöse (Mrd. Yuan) |
| ---- | --------------------------- | -------------------- | -------------------------- | ------------------------ |
| 2008 | 402,3                       | 0,4775               | 9,012                      | 0,570                    |
| 2009 | 1.549,8                     | 1,8845               | 15,950                     | 0,918                    |
| 2010 | 3.522,4                     | 3,7889               | 30,965                     | 1,768                    |
| 2011 | 4.903,9                     | 6,8444               | 41,356                     | 3,195                    |
| 2012 | 5.457,4                     | 8,4023               | 44,152                     | 4,026                    |

### Atomkraft
Gegenwärtig (Stand 2014) betreibt CHNG keine Atomkraftwerke. CHNG ist aber mit 47,5 % an Huaneng Shandong Shidaowan Nuclear Power Co., Ltd. (HSNPC) beteiligt, einem Konsortium, das in Rongcheng in der Provinz Shandong einen 200 MW Hochtemperaturreaktor namens Huaneng Shidaowan HTR errichtet. CHNG war mit 49 % an der Hainan Nuclear Power Company Ltd beteiligt, die das Kernkraftwerk Changjiang errichtet, hat diesen Anteil aber im Dezember 2010 an HPI verkauft. Am Kernkraftwerk Haiyang, das zur Zeit errichtet wird, ist CHNG mit 5 % beteiligt.

## Beteiligungen
Wichtige Beteiligungen von CHNG sind:
- Huaneng International Power Development Corporation (HIPDC): CHNG ist mit 51,98 % an HIPDC beteiligt.[31][42]
- Huaneng Power International (HPI): CHNG ist mit 11,06[31] (bzw. 11,11)[43][44] % direkt an HPI beteiligt. 36,05 % an HPI werden von HIPDC gehalten. Darüber hinaus hält CHNG indirekt weitere Anteile an HPI über sonstige Tochterunternehmen.[31][43]

### Auslandsbeteiligungen
- InterGen: InterGen ist zu 30 % im Besitz von der China Huaneng Group. Im April 2011 erwarb das Joint Venture Overseas International Industrial Co., Ltd (OIIC) (zusammen mit der Guangdong Yudean Group) von der indischen GMR Group für 1,232 Mrd. US$ 50 % der Anteile an InterGen.[45]
- OzGen: CHNG erwarb im Dezember 2003 für 227 Mio. US$ einen 50 % Anteil an OzGen. Die anderen 50 % hält InterGen. OzGen betreibt zwei Kohlekraftwerke in Australien mit einer installierten Leistung von 1.770 MW.[46]
- Tuas Power (TP): TP, ein Energieversorger in Singapur, ist zu 100 % im Besitz von Huaneng Power International.[47]